# Jin Linotte
 (août 2020).
Pour les articles homonymes, voir Linotte.
Jin Linotte est une criminelle française d'origine coréenne, condamnée à 30 ans de réclusion criminelle, assortis d’une période de sûreté de 20 ans, pour le double meurtre de deux de ses voisins au Pontet dans le Vaucluse

## Biographie

### Enfance
Née sur un trottoir en 1972 dans la capitale coréenne (Séoul), elle a passé le début de son enfance dans un orphelinat dans son pays d'origine avant d'être adoptée vers l'âge de 3 ans  par un couple français qui réside en Haute-Marne. En général, son enfance s'est déroulée sans grands bouleversements ni problèmes.
C'est dans sa dixième année qu'apparaissent chez elle, selon les dires de ses parents, les signes avant-coureurs de violence. En 1984, la famille de Jin Linotte décide de déménager pour aller vivre aux Angles. Ce serait exactement à cette période que la fillette commence à montrer une autre personnalité. Selon sa mère, Jin est devenue « ingérable, voulant toujours traîner avec un besoin obsessionnel de sortir la nuit... » Elle fait la première d'une longue série de fugues à l'âge de 14 ans. Son père raconte que pour cette première fugue, Jin a été retrouvée à Lyon par la police. Elle était, selon les dires du père, habillée et fortement maquillée comme une adulte.
C'est un peu avant ses 17 ans qu'elle quitte le domicile parental pour ne plus jamais revenir. Selon sa mère, le problème de Jin serait Jin elle-même. Toujours se rapportant aux paroles de sa mère, Jin serait une personne dépourvue de tous sentiments affectueux que ce soit pour les humains ou pour les animaux.

### Dealeuse et prostituée
Après avoir quitté le domicile de sa famille, Jin est livrée à elle-même. Pour survivre, elle enchaîne et les petits boulots et les petits amis. Pendant une année, elle travaille dans une étude d'huissier ; avant cela, elle  a été télé-prospectrice, poste qu'elle abandonne pour se lancer dans les brocantes. Elle est commerçante de fripes sur les marchés et aussi serveuse. Au début de la première moitié des années 1990 et plus précisément en 1994, le fils unique de Jin nait et est récupéré par sa belle-famille parce que Jin Linotte a déjà sombré dans la polytoxicomanie.
Charmante, séduisante et aussi pleine de mystères, Jin Linotte est extrêmement violente lorsqu'elle est frustrée. En 2009, elle s'est installée dans un appartement meublé au Pontet. Sans lien affectif, sans projet sur le plan professionnel, elle vit grâce au revenu minimum d'insertion (RMI), travaille dans la rue et se consacre à la prostitution et au trafic de cocaïne menant ainsi une vie miséreuse teinte d'une violence gigantesque.

### Le crime
Plusieurs raisons ont été avancées pour expliquer l'horreur du crime dont elle est accusée. Du 25 au 28 octobre 2012, au Pontet, elle s'est acharnée sur deux voisins qu'elle dit être à l'origine de son expulsion de l'immeuble dans lequel elle vit et dont elle n'a plus payé le loyer depuis plus de deux ans. Les autres raisons serait le bruit et le fait que ses voisins l'espionnaient : Elle raconte ne plus supporter les chahuts et tohu-bohu de ses deux voisins, Didier Gérard et Bruno Declas. Une autre fois, elle a raconté être épiée par ces voisins qui pourtant, très souvent, l'invitait chez eux. C'est pour toutes ses raisons qu'elle aurait séquestré et frappé pendant trois nuits et deux jours Didier Gérard et Bruno Declas, deux hommes alcooliques comme elle dans l'appartement de l'une de ces victimes au Pontet. Elle leur a asséné une pléthore de coups de couteau et de marteau, fit boire de force de la soude caustique à l'un et tenter de les étouffer en mettant le feu à l'appartement. L'autopsie a révélé que les deux hommes âgés d'une cinquantaine d'années chacun et qui avaient été retrouvés ligotés à un lit le 28 octobre 2012 par les pompiers qui intervenaient sur l'incendie qu'elle fit volontairement dans l'appartement, étaient décédés après l'inhalation des fumées. Mais dans l'émission télévisée Présumé innocent de Canal+, une autre version est abordée révélant une autre théorie.
En effet dans cette émission diffusée le mercredi 12 juillet 2020 sur TF1, les enquêteurs faisaient état de ce que Linotte était allée annoncer à ses voisins qu'elle venait leur dire au revoir parce qu'elle se faisait expulser de l'immeuble et que ses derniers, au lieu de compatir à sa douleur, se seraient moqués d'elle en se réjouissant de son départ et que dans un excès de colère, au lieu de sortir et de s'en aller, elle saisit un couteau et porté un coup à Didier. Toujours selon l'émission, juste après ce forfait, elle était prise de panique et regrettait son geste et aurait décidé de soigner sa victime. N'y arrivant pas, malgré les soins qu'elle lui donne pour arrêter l'hémorragie, prise de panique et fortement stressée et certainement sous l’effet de l’alcool, elle décide de ne pas laisser de témoin. C'est ainsi qu’elle assène des coups de couteaux à l'autre avant de les ligoter et de les torturer.
Les sévices auraient continué et se seraient intensifiées au fur et à mesure où elle voyait par la porte, le lendemain matin, son appartement vidé par les huissiers et son propriétaire. Cet état de chose aurait fait accroître sa rage de tuer.
Mais une autre version raconte qu'en menaçant les deux hommes fortement ivres de son poignard, elle les force à entrer dans l'appartement de Didier Gérard et ordonne à ce dernier de s'occuper de Bruno blessé. Seulement, Didier était tout tremblant et n'arrivait pas à faire ce qu'elle lui ordonne. Elle aurait alors pris un couteau de boucher et aurait blessé Bruno Declas à la main. Ensuite, elle aurait coupé le câble de télévision et lui aurait ordonné d'attacher les mains et les pieds de Didier Gérard aux barrières du lit. Elle se serait par la suite occupé de Bruno Declas horrifié. Jin Linotte a ensuite couché les deux hommes sur le lit, face à face. Toute la nuit, elle les expose à toutes sortes d'abus. Pour Didier Gérard, qui crie de douleur, elle le poignarde dans la partie supérieure de l'épaule et met une débarbouillette dans la bouche des deux hommes. A chaque cri ou gémissement, elle les poignarde. Le lendemain matin, lorsque les huissiers viennent l'expulser de son logement résidence, elle menace en leur disant qu'elle les tuerait s'ils parlaient ou laissaient entendre leur voix. Elle suit la scène de son expulsion depuis l'appartement de ses voisins. Elle finit par les tuer en tranchant la gorge de Bruno Declas parce que ce dernier lui aurait demandé de boire un verre. Tardant à mourir, elle lui aurait ouvert les poignets avec un coupe-papier. Mais avant cela, quand Bruno Declas aurait essayé de bouger lorsqu'un voisin est venu toquer à sa porte, pour l'empêcher de crier, elle l'aurait attaqué au visage avec un couteau. Pour réprimer ses cris, elle lui a serré le nez pour l'achever. Quant à Didier Gérard, son tourment a duré des heures avec des coups de couteaux et de marteaux sur la tête. Elle lui aurait versé du white spirit et un déboucheur de toilette sur son visage et ses yeux avant de mettre feu au logement. Bruno Declas, qui avait 50 ans au moment des faits, eut la jambe droite quasiment amputée et finit par succomber à ses blessures. Quant à Didier Gérard, 53 ans, son corps présentait 29 plaies par armes blanches et contondantes et il ne décédera qu'au petit matin du 26 octobre. Les corps de ses victimes ont été découverts par les pompiers.

#### Arrestation
Après son forfait, c'est elle-même qui aurait amené un de ses amis sur les lieux du crime. Dans quel but ? elle ne le dira pas mais toujours est-il que c'est cet ami qui est allé la dénoncer à la gendarmerie. Les gendarmes lui mirent la main dessus aussitôt pour l'entendre. Elle n'a pas nié les faits et les a confirmés.

#### Mise en examen
Pendant l'enquête, elle révèle ne plus être elle-même au moment des faits. Selon elle, étant fortement dépendante des opiacées et sujette à une dépression profonde doublée de souffrances psychologiques, le scénario de cet épouvantable drame lui aurait complètement glissé entre les doigts. « Je n’étais plus moi-même », « j'ai sombré dans la folie », « je n’ai pas voulu les tuer », « je les ai attachés pour les immobiliser c’est tout », « ils criaient beaucoup, je voulais en finir », « je ne voulais pas les faire souffrir », « je voulais juste les faire taire et qu’ils arrêtent de se moquer de moi ». Présentée au procureur, elle fut mise en examen.

#### Condamnation
Jin Linotte a été jugée par la cour d'assise du Vaucluse pour meurtres avec actes de torture et de barbarie. Lors de son procès qui s'est tenu le mercredi 7 octobre 2015, Jin Linotte dit ne plus se souvenir de ce qui s'est passé au cours de ces trois jours et exprime ses regrets et pardon aux familles des victimes. Ses parents adoptifs avaient refusé de venir témoigner pendant le procès. Mais son avocat continue d'émettre des doutes sur le déroulement des faits, se questionnant sur la manière dont une femme aussi frêle était arrivée à soumettre deux hommes grands et forts quoique alcoolisés. Même si maître Victor Gioia avocat de Jin Linotte ne dit pas que sa cliente n'est pas coupable, il affirme tout de même que les circonstances du crime ne sont pas forcément très claires.
À l'issue du procès, Jin linotte a été reconnue coupable des faits qui lui étaient reprochés et est condamnée à 30 ans de réclusion en première instance mais en deuxième instance en décembre 2016, la cour d’assises d’appel du Gard suit les réquisitions de l’avocat général, en la condamnant à 30 ans de réclusion criminelle, assortis d’une période de sûreté de 20 ans. Une peine plus sévère qu’en première instance, où la sûreté n’avait pas été retenue.